# (5490) Burbidge
Pour les articles homonymes, voir Burbidge.
(5490) Burbidge est un astéroïde de la ceinture principale.

## Description
(5490) Burbidge est un astéroïde de la ceinture principale. Il fut découvert le 24 septembre 1960 à l'Observatoire Palomar par Cornelis Johannes van Houten, Ingrid van Houten-Groeneveld et Tom Gehrels. Il présente une orbite caractérisée par un demi-grand axe de 2,30 UA, une excentricité de 0,12 et une inclinaison de 3,2° par rapport à l'écliptique.

## Compléments